# Опресија
Опресија је испољавање ауторитета или моћи на оптерећујући, окрутан или неправедан начин. Израз опресија означава чин опресије или стање у којем се жртва таквог чина налази у смислу осећања тешке оптерећености и у физичком и у психичком смислу а које је последица проблема, сукоба и узнемирености.

## Друштвена опресија
Систематско друштвено лоше третирање и експлоатација једне друштвене групе од стране друге.

## Системска опресија
Анархисти са једне и либерали са друге стране политичког спектра се споре да ли су закон и полиција сами по себи опресија.
Израз опресија се првенствено употребљава за потлачивање одређене друштвене групе неправедним коришћењем силе, ауторитета или друштвених правила да би се изазвале последице опресије.